# Herb gminy Damnica
Herb gminy Damnica – symbol gminy Damnica, ustanowiony 15 maja 2003.

## Wygląd
Herb przedstawia na tarczy koloru zielonego w centralnej części złoty dąb z pięcioma liśćmi i dwoma żołędziami. Pod nim umieszczono srebrną falowaną linię, przypominającą rzekę i złotą rybę.